# منیر جلیلی
منیر جلیلی (انگلیسی: Mounir Jelili; ۱۱ ژوئن ۱۹۴۹ - 	۲۴ ژانویهٔ ۲۰۲۳) بازیکن هندبال اهل تونس بود.